# Elecciones estatales de Aguascalientes de 1983
Las elecciones estatales de Aguascalientes de 1983 se realizaron el domingo 7 de agosto de 1983 y en ellas se renovaron los siguientes cargos de elección popular del estado mexicano de Aguascalientes:
- 16 diputados del Congreso del Estado. 12 electos por mayoría relativa y 4 designados mediante representación proporcional para integrar la LII Legislatura.
- 9 ayuntamientos. Compuestos por un presidente municipal y sus regidores, electos para un periodo de tres años.

## Resultados

### Congreso del Estado de Aguascalientes
|  | 60.63 % |

|  | 24.89 % |

|  | 4.28 % |

|  | 2.40 % |

|  | 0.40 % |

|  | 0.13 % |

|  | 6.76 % |

|  | 100 % |

### Ayuntamientos
|  | 62.76 % |

|  | 26.05 % |

|  | 4.57 % |

|  | 2.61 % |

|  | 0.37 % |

|  | 0.13 % |

|  | 97.02 % |

|  | 2.93 % |